# Komuna e Leshnjës
Komuna e Leshnjës är en kommundel och tidigare kommun kommun i Albanien.   Den ligger i prefekturen Qarku i Beratit, i den centrala delen av landet, 100 km sydost om huvudstaden Tirana.
Trakten runt Komuna e Leshnjës består till största delen av jordbruksmark.  Runt Komuna e Leshnjës är det ganska glesbefolkat, med 36 invånare per kvadratkilometer.